# Brown Sugar (film, 2002)
Pour les articles homonymes, voir Brown Sugar.
Pour plus de détails, voir Fiche technique et Distribution.
Brown Sugar est une comédie romantique américaine réalisée par Rick Famuyiwa et sortie en 2002.

## Synopsis
Andre "Dre" Ellis et Sidney "Sid" Shaw sont des amis d'enfance qui aiment le hip-hop, mais se vouent un amour fort et profond l'un envers l'autre qu'ils souhaitent cacher de peur de ne blesser personne.
Dre rencontre et épouse Reese mais ne se sent pas heureux, Sid rencontre un basketteur professionnel Kelby Dawson et malgré le physique et la belle allure du sportif, cela ne suffit pas à Sid pour oublier Dre. Comment Dre et Sid parviendront-ils à avouer mutuellement leurs sentiments ?

## Fiche technique
- Titre : Brown Sugar
- Réalisateur : Rick Famuyiwa
- Scénario : Michael Elliot et Rick Famuyiwa
- Produit par : Magic Johnson
- Société de distribution : Fox Searchlight Pictures
- Date de sortie : 11 octobre 2002
- Budget : 8 000 000 dollars
- Box-Office : 28 316 451 dollars

## Distribution
- Taye Diggs (VF : Daniel Lobé) : Andre "Dre" Romulus Ellis
- Sanaa Lathan (VF : Geraldine Asselin) : Sidney "Sid" Shaw
- Nicole Ari Parker (VF : Annie Milon) : Reese Ellis
- Boris Kodjoe (VF : Bruno Henry) : Kelby  Dawson
- Queen Latifah (VF : Maïk Darah) : Francine
- Mos Def (VF : Frantz Confiac) : Christopher "Chris" Vichon
- Wendell Pierce (VF : Thierry Desroses) : Simon